# Малые ГЭС Кабардино-Балкарии
Малые ГЭС Кабардино-Балкарии — малые гидроэлектростанции мощностью менее 25 МВт, расположенные на территории республики Кабардино-Балкария.
Республика Кабардино-Балкария, в связи с наличием горного рельефа, обладает значительным гидроэнергетическим потенциалом. Реки региона принадлежат к бассейну реки Терек (наиболее значительные водотоки - рр. Терек, Малка, Баксан, Чегем, Черек, Урух). Гидроэнергетический потенциал используется несколькими средними и малыми ГЭС. К числу первых относится Баксанская ГЭС (27 МВт, р.Баксан, введена в 1939 году), Аушигерская ГЭС (60 МВт, р.Черек, введена в 2002 году), Кашхатау ГЭС (65,1 МВт, р.Черек,  введена в 2010 году),  Зарагижская ГЭС (30,6 МВт, р.Черек, введена в 2016 году).

## Действующие малые ГЭС
МГЭС-3
Также встречается наименование ГЭС Псыхурей. Расположена на ирригационном канале Баксан-Малка. Строительство началось в 1995 году, первый гидроагрегат пущен в 2000 году, после чего до настоящего времени достройка ГЭС была заморожена в связи с ограниченной пропускной способностью канала. ГЭС построена по деривационной схеме.
Состав сооружений ГЭС:
- шлюз-регулятор;
- трехсекционная аванкамера;
- водоприемник с донной промывной галереей;
- отстойник;
- мусоросбросной лоток;
- подводящий канал;
- стальные турбинные водоводы (три нитки диаметром по 2,2 м);
- здание ГЭС;
- отводящий канал;
- ОРУ 35 кВ.

В настоящее время мощность ГЭС — 3,5 МВт, среднегодовая выработка — 9,1 млн кВт·ч. В здании ГЭС установлен один гидроагрегат с радиально-осевой турбиной РО-45 В-140, работающей при расчетном напоре 35,8 м. Производитель гидроагрегата — ОАО «Новая Сила» (Ленинградский Электромашиностроительный Завод, ныне входит в концерн «Русэлпром»). Возможна достройка ГЭС с установкой еще 2 гидроагрегатов по 3,5 МВт и доведением мощности ГЭС до 10,5 МВт, среднегодовой выработки до 37,8 млн кВт·ч. В 2024 году продана компанией «РусГидро» компании ООО «Гидрострой СК».
Акбашская ГЭС
Расположена на ирригационном Акбашском (Малка-Терек) канале, работает в летний период на ирригационном стоке. Построена в 1928 году при мощности 0,35 МВт, позднее была заброшена и не эксплуатировалась. Восстановлена и реконструирована в 1995 году. ГЭС построена по деривационному типу, состав сооружений ГЭС:
- деривационный канал длиной 1,3 км с головным сооружением;
- напорный бассейн с двумя секциями напорных камер;
- холостой водосброс;
- напорный трубопровод длиной 40 м, диаметром 1,4 м;
- подводящий канал длиной 100 м;
- отводящий канал длиной 150 м;
- здание ГЭС.

Мощность ГЭС — 1,1 МВт, проектная среднегодовая выработка — 4 млн кВт·ч (реально среднегодовая выработка не превышает 1,8 млн кВт·ч по причине плохого состояния Акбашского канала, требующего расчистки). В здании ГЭС установлено 2 пропеллерных гидроагрегата Пр15-Г-100 мощностью по 0,55 МВт, работающих при расчетном напоре 15,5 м. Производитель гидроагрегатов — фирма «ИНСЭТ». В 2024 году продана компанией «РусГидро» компании ООО «Гидрострой СК». Выше по течению канала возможно строительство еще одной ГЭС — Акбашской № 0.
Мухольская ГЭС
Расположена на реке Черек Балкарский у села Верхняя Балкария, введена в эксплуатацию в 1962 году. ГЭС построена по деривационной схеме. 
Состав сооружений ГЭС:
- земляная плотина;
- водоприемник;
- отстойник;
- деривация;
- турбинный водовод;
- здание ГЭС.

Мощность ГЭС — 0,9 МВт (ранее — 0,64 МВт), среднегодовая выработка — 4 млн.кВт·ч (ранее 1,8 млн.кВт·ч). В здании ГЭС установлено 2 горизонтальных радиально-осевых гидроагрегата с турбинами РО-140-60 (производства АОЗТ «Завод «Красный Октябрь» г. Харьков) и генераторами СГ-450-10В4 УХЛ4 с системой возбуждения СТС-1п-48-250 УХЛ4 (производства Научно-производственного закрытого акционерного общества «Электромаш» г. Тирасполь). До реконструкции на станции были установлены турбины марки ГМ-59РО-82, производства Уральского завода гидромашин. Расчетный напор - 28,5 м. За время эксплуатации станция морально устарела и физически износилась, в связи с чем была проведена её реконструкция. В январе 2008 года фирма «Энергострой ЛТД» начала работы по созданию проекта реконструкции головного узла ГЭС , тогда же были объявлены конкурсы на поставку гидросилового и электротехнического оборудования для ГЭС со сроками исполнения к июню 2008 года,,. В октябре 2009 года станция была остановлена и выведена в реконструкцию, за время которой были реконструированы головной узел, деривация, здание ГЭС, заменено всё гидросиловое и электротехническое оборудование. Пуск реконструированной станции состоялся 28 марта 2011 года. В 2024 году продана компанией «РусГидро» компании ООО «Гидрострой СК».
Выше по течению возможно строительство Мухольской ГЭС № 2.
Верхнебалкарская ГЭС
Расположена на реке Черек Балкарский у села Верхняя Балкария, введена в эксплуатацию в 2021 году. Мощность станции — 10 МВт. Собственник — ПАО «РусГидро» (Кабардино-Балкарский филиал).
Черекская малая ГЭС
Расположена на реке Черек у села Псыгансу, введена в эксплуатацию в 2025 году. Мощность станции — 23,4 МВт. Собственник — ПАО «РусГидро» (Кабардино-Балкарский филиал). Электростанция введена в эксплуатацию 17 июля 2025 года.

## Ликвидированные ГЭС
Советская ГЭС
В некоторых источниках именуется Советская малая ГЭС. Введена в эксплуатацию в 1959 году. ГЭС была построена по деривационной схеме (длина деривационного канала 3,83 км). Мощность ГЭС — 2 МВт, среднегодовая выработка — 15 млн.кВт·ч. В здании ГЭС было установлено 3 радиально-осевых гидроагрегата, работающих при расчетном напоре 27 м. После пуска Аушигерской ГЭС, сток воды в основном русле реки Черек снизился, что привело к остановке ГЭС в 2003 году и её демонтажу в 2008 году.
Солдатская ГЭС
Мощность ГЭС — 0,36 МВт. В настоящее время находится в нерабочем состоянии. Собственник ГЭС и перспективы её восстановления неизвестны.

## Перспективные малые ГЭС
Анонсировано значительное количество проектов строительства в Кабардино-Балкарии малых ГЭС.
Адыр-Су ГЭС
В некоторых источниках именуется «ГЭС Адыр-Су № 2». Створ ГЭС на р.Адыр-Су (приток р.Баксан), Эльбрусский район. Мощность ГЭС — 24 МВт, среднегодовая выработка — 93,8 млн кВт·ч. По другим проработкам, мощность ГЭС — 24,5 МВт, среднегодовая выработка — 92,5 млн кВт·ч. ГЭС деривационного типа, состав сооружений ГЭС:
- бетонная плотина высотой 5 м с водозабором;
- напорный деривационный трубопровод диаметром 1,6 м и длиной 4,5 км;
- здание ГЭС.

В здании ГЭС должны быть размещены 4 ковшовых гидроагрегата мощностью по 6,125 МВт, работающих при расчетном напоре 440 м на расчетном расходе 1,8 м³/сек (каждый). Оператор проекта ГЭС — фонд «Новая энергия», контролируемый ОАО «РусГидро». Ориентировочная стоимость строительства ГЭС 1112 млн.руб. Строительство ГЭС включено в ФЦП «Юг России». Ввод ГЭС был намечен на 2009 год, но осуществлен не был, перспективы проекта не ясны.
каскад ГЭС Адыл-Су
Представляет собой комплекс из двух сопряженных ГЭС: МГЭС-1 и МГЭС-2. Расположены в Эльбрусском районе. Общая мощность комплекса ГЭС - 14,2 МВт, среднегодовая выработка — 60,3 млн кВт·ч. 
- МГЭС-1 представляет собой деривационную гидроэлектростанцию, использующую сток рек Адыл-Су (приток р.Баксан) и Шхельда (приток р.Адыл-Су). Мощность ГЭС — 8 МВт. Состав сооружений ГЭС:
  - бетонные плотины высотой 5 м с водозаборами на реках Адыл-Су и Шхельда;
  - напорные деривационные трубопроводы диаметром 1,2 м и длиной 3,5 км (от водозабора на р.Адыл-Су) и 1,9 км (от водозабора на р.Шхельда);
  - здание ГЭС.

В здании ГЭС должны быть размещены 4 ковшовых гидроагрегата мощностью по 2 МВт, работающих при расчетном напоре 324/207 м на расчетном расходе 3,7 м³/сек (общий).
- МГЭС-2 представляет собой деривационную гидроэлектростанцию, использующую сток реки Адыл-Су и вышележащей МГЭС-1. Мощность ГЭС — 6,4 МВт. Состав сооружений ГЭС:
  - водозаборное сооружение;
  - напорный деривационный трубопровод диаметром 1,6 м и длиной 3 км;
  - здание ГЭС.

В здании ГЭС должны быть размещены 4 ковшовых гидроагрегата мощностью по 1,6 МВт, работающих при расчетном напоре 174 м на расчетном расходе 4,45 м³/сек (общий).
Оператор проекта ГЭС — фонд «Новая энергия», контролируемый ОАО «РусГидро». Ориентировочная стоимость строительства ГЭС 714 млн.руб. В октябре 2007 года фонд «Новая энергия» объявил конкурс на разработку ТЭО (проекта) и рабочего проекта ГЭС. Ввод ГЭС был намечен на 2009 год, но осуществлен не был, перспективы проекта не ясны..
Кара-Су ГЭС
Створ ГЭС на р. Кара-Су, Черекский район. Мощность ГЭС — 4,5 МВт, среднегодовая выработка — 28,6 млн кВт·ч,. ГЭС деривационного типа, используется объединенный сток реки Кара-Су и её притоков — рек Жагдан-Су и Хосон-Суат. Состав сооружений ГЭС:
- водозаборные узлы на реках Карасу, Жагдан-Су и Хосон-Суат;
- безнапорная лотковая деривация;
- бассейн суточного регулирования;
- водоприемник башенного тиа с холостым водосбросом;
- напорный деривационный трубопровод;
- здание ГЭС;
- отводящий канал.

Гидроагрегаты ГЭС ковшового типа, работают при напоре 410 м.
В 2006 году ОАО «Зеленчукские ГЭС» объявляло конкурс на разработку проекта данной ГЭС. По ранним проработкам, мощность ГЭС должна была составить 3 МВт, среднегодовая выработка — 15 млн кВт·ч, в здании ГЭС должны были быть размещены 2 ковшовых гидроагрегата мощностью по 1,5 МВт, работающих при расчетном напоре 350 м на расчетном расходе 1 м³/сек (общий). Ориентировочная стоимость проекта оценивалась в 184,5 млн руб. В 2007 году руководство Кабардино-Балкарии вело переговоры с немецкими инвесторами об их участии в проекте, однако соглашение подписано не было. В январе 2008 года о намерении реализовать проект данной ГЭС заявило ОАО «ГидроОГК». В марте 2008 года было заявлено, что проект находится в стадии практической реализации . В июне 2008 года сообщалось, что проект находится на стадии разработки технико-экономического обоснования; продолжительность строительства определялась в 12 месяцев. Ввод ГЭС был запланирован в 2009 году, но строительство станции начато не было.
Мухольская ГЭС № 2
Створ ГЭС на р. Черек Балкарский, Черекский район. Мощность ГЭС — 1,78 МВт, среднегодовая выработка — 11,4 млн кВт·ч. ГЭС деривационного типа. Состав сооружений ГЭС:
- водозаборное сооружение;
- отстойник;
- железобетонный деривационный лоток длиной 2,3 км;
- напорный бассейн;
- два напорных трубопровода диаметром 1,4 м и длиной 50 м;
- здание ГЭС;
- отводящий канал.

В здании ГЭС должны быть размещены 2 гидроагрегата мощностью по 0,89 МВт, работающих при расчетном напоре 35,5 м на расчетном расходе 3 м³/сек (каждый). Ориентировочная стоимость проекта 125,5 млн руб.
Проекты компании Greta Energy
В ноябре 2008 года появилась информация об одобрении руководством Кабардино-Балкарии инвестиционного проекта создания каскада из шести малых ГЭС (четыре — на реке Хазнидон и две — на реке Урух) в Лескенском районе республики. Мощность каскада должна составить 45 МВт, среднегодовая выработка — 175 млн кВт·ч. Общий объем инвестиций в проект должен составить более 2 млрд руб. ГЭС планировалось ввести в эксплуатацию в 2012—2013 годах, но фактически строительство начато не было. Оператор проекта - канадская компания Greta Energy. По другим данным, Greta Energy планирует построить в Кабардино-Балкарии 12 малых ГЭС общей мощностью 66,7 МВт общей стоимостью 3,48 млрд.руб.
Перспективный каскад малых ГЭС на реке Малке
Проекты по строительству ГЭС на Малке разрабатываются с 1980-х годов, наиболее детально проработан проект Сармаковской ГЭС, представленный на ряде инвестиционных форумов.  В январе 2009 года было заявлено о планах строительства каскада малых ГЭС на р. Малка. Каскад планируется в составе четырех ГЭС — Сармаковской, Каменномостской, Хабазской, Большой Лахран. Суммарная мощность ГЭС каскада составляет более 96 МВт. Детальное проектирование ГЭС каскада должно было начаться в 2009 году, ввод в строй ГЭС был запланирован с 2012 по 2015 годы. Стоимость проекта составляла не менее 6,3 млрд руб. По состоянию на 2018 год, строительство не начато.
| Название ГЭС    | Река  | Напор, м | Мощность, МВт | Выработка, млн.квт·ч/год | Гидроагрегаты, шт |
| --------------- | ----- | -------- | ------------- | ------------------------ | ----------------- |
| Большой Лахран  | Малка | 264      | 84            | 194                      | 2                 |
| Хабазская       | Малка | 70       | 22            | 52                       | 2                 |
| Каменномостская | Малка | 70       | 22            | 52                       | 2                 |
| Сармаковская    | Малка | 88       | 17,6          | 74,5                     | 2                 |

Другие малые ГЭС
Существуют проектные проработки разных лет по большому количеству малых ГЭС, представленные в таблице. Современный статус данных проектов неизвестен. В 1998 году для Жемталинской ГЭС были изготовлены 6 гидроагрегатов мощностью по 0,65 МВт, но станция построена не была.
| Название ГЭС             | Река               | Напор, м | Мощность, МВт | Выработка, млн.квт·ч/год | Гидроагрегаты, шт |
| ------------------------ | ------------------ | -------- | ------------- | ------------------------ | ----------------- |
| Жыласу ГЭС               | бассейн Малки      | 200      | 0,5           | 3,0                      | 1                 |
| Долина Нарзанов ГЭС      | бассейн Малки      | 100      | 3,5           | 14                       | 4                 |
| Донгуз-Орункель ГЭС      | бассейн Баксана    | 436      | 3,5           | 16                       | 1                 |
| Адыл-Су № 1 ГЭС          | Адыл-Су            | 224      | 5,0           | 17,7                     | 1                 |
| Адыл-Су № 2 ГЭС          | Адыл-Су            | 100      | 4,6           | 15,7                     | 4                 |
| Адыл-Су № 3 ГЭС          | Адыл-Су            | 178      | 2,9           | 26,8                     | 2                 |
| Булунгу ГЭС              | бассейн Чегема     | 400      | 3,3           | 13                       | 1                 |
| Верхне-Чегемская ГЭС     | бассейн Чегема     | 43       | 0,7           | 2                        | 2                 |
| Средне-Чегемская № 1 ГЭС | бассейн Чегема     | 36,6     | 3,2           | 19                       | ?                 |
| Средне-Чегемская № 2 ГЭС | бассейн Чегема     | 36       | 3,2           | 20                       | ?                 |
| Псыгансу № 1 ГЭС         | бассейн Черека     | 284      | 3,7           | 14,8                     | 3                 |
| Псыгансу № 2 ГЭС         | бассейн Черека     | 284      | 3,7           | 14,8                     | 3                 |
| Адыр-Су ГЭС № 1          | Адыр-Су            | 360      | 14,5          | 60                       | 4                 |
| Шау-Кол ГЭС № 1          | бассейн Малки      | 250      | 15            | 63                       | 4                 |
| Жемталинская ГЭС         | бассейн Черека     | 83       | 6,4           | 22,3                     | 8                 |
| Хазнидон № 1 ГЭС         | бассейн Уруха      | 294      | 5,1           | 15,7                     | 3                 |
| Хазнидон № 2 ГЭС         | бассейн Уруха      | 294      | 5,1           | 15,7                     | 3                 |
| Хазнидон № 3 ГЭС         | бассейн Уруха      | 203      | 5,3           | 16,4                     | 1                 |
| Хазнидон № 4 ГЭС         | бассейн Уруха      | 203      | 5,3           | 16,4                     | 1                 |
| Акбашская № 0 ГЭС        | Акбашский канал    | 20       | 0,7           | 2,0                      | 1                 |
| МГЭС № 1                 | канал Баксан-Малка | 22       | 4,0           | 15,0                     | 4                 |
| Лечинкайская ГЭС         | канал ПМК ЧООС     | 21,4     | 2,1           | 9,0                      | 2                 |
| ТВМК № 1 ГЭС             | канал ТВМК         | 280      | 0,55          | 3,5                      | 1                 |
| ТВМК № 2 ГЭС             | канал ТВМК         | 280      | 0,55          | 3,5                      | 1                 |
| ТВМК № 3 ГЭС             | канал ТВМК         | 90       | 0,48          | 2,8                      | 1                 |